# Brunsvigia nervosa
Brunsvigia nervosa là một loài thực vật có hoa trong họ Amaryllidaceae. Loài này được (Poir.) ined. mô tả khoa học đầu tiên.